# 太田命
太田命（おおたのみこと）は、古代日本の人物。

## 概要
『皇太神宮儀式帳』では宇治土公（うじつちのきみ）の遠祖大田命とだけ記され、『大神宮諸雑事記』では宇治土公の遠祖で当地の土神とされている。
鎌倉時代成立と見られる『伊勢二所皇太神宮御鎮座伝記』では「猿田彦大神は宇遅土公氏遠祖の神なり」と記されるようになり、『倭姫命世記』でも「猿田彦神の裔宇治土公氏の祖大田命」と主張するようになり、大田命の祖として猿田彦命の名前が登場するようになった。
『神名秘書』等には大田命とは興玉神の別称とされる。
濱名惣社神名宮は式内社の英多神社の論社で、浜名県主の祖神である太田命を祀る。
『皇太神宮儀式帳』では、倭姫命が大田命に「汝の国の名はいかに」と問うと、「この河の名はさこくしる伊須須の河」、「この河上はよき大宮地あり」と述べたと記される。

## 祀る神社
- 嶽六所神社（秋田県大仙市神宮寺字落貝）
- 鼻節神社（宮城県宮城郡七ヶ浜町花淵浜字誰道）祭神に数える説あり
- 宇奈具志神社（新潟県長岡市島崎）
- 須波阿湏疑神社（福井県今立郡池田町）
- 鵜甘神社（福井県今立郡池田町水海）
- 筑波山神社 境内 朝日稲荷神社（茨城県つくば市筑波）
- 冠稲荷神社（群馬県太田市細谷町）
- 北谷稲荷神社（東京都渋谷区神南一丁目）
- 杉山神社（神奈川県横浜市緑区西八朔町）
- 洲崎神社（神奈川県横浜市金沢区洲崎町）
- 五社稲荷神社（神奈川県鎌倉市岩瀬）
- 猿田彦神社（長野県松本市宮渕）
- 御穂神社 境内 稲荷神社（静岡県静岡市清水区三保）
- 高室神社（静岡県掛川市大渕）
- 濱名惣社神明宮 境内 太田命社（静岡県浜松市浜名区三ケ日町三ケ日大輪山）
- 塩釜神社（愛知県豊橋市大山町字東大山）
- 赤日子神社 境内 社口神社（愛知県蒲郡市神ノ郷町森）
- 洲崎濱宮神明神社 境内 稲荷神社（三重県四日市市塩浜地区）
- 川添神社（三重県多気郡大台町栃原）
- 岡神社（滋賀県米原市間田）
- 太田神社（滋賀県高島市安曇川町青柳）
- 津野神社 境内 稲荷社（滋賀県高島市今津町北仰）
- 門僕神社 境内 四社明社（奈良県宇陀郡曽爾村今井）
- 御杖神社 境内 稲荷神社（奈良県宇陀郡御杖村神末）
- 地主神社（京都府京都市東山区清水）
- 大虫神社（京都府与謝郡与謝野町温江字虫本）
- 須佐神社 境内 厳島神社（和歌山県田辺市中万呂）
- 二村神社（兵庫県丹波篠山市味間奥）
- 石部神社 境内 皇大神宮（兵庫県豊岡市出石町下谷）
- 意多伎神社（島根県安来市飯生町）
- 熊野大社 境内 伊邪那美神社（島根県松江市八雲町熊野）
- 胡簶神社（長崎県対馬市上対馬町琴）
- 岩崎神社（大分県宇佐市岩崎）
- 二宮神社(福岡県福岡市西区今宿)